# 해동제국기 (서울 유형문화재 제311호)
《해동제국기》(海東諸國記)는 1443년(세종 25)에 서장관(書狀官)으로 일본에 다녀온 신숙주(申叔舟 : 1417~1475)가 1471년(성종 2) 왕명을 받아 그가 직접 관찰한 일본의 정치․외교관계․사회․풍속․지리 등을 종합적으로 정리, 기록한 책으로 15세기의 한일관계와 일본 사회 연구에 귀중한 자료이다. 2010년 10월 7일 서울특별시의 유형문화재 제310호로 지정되었다.
이와 같은 사료적 가치 때문에 1933년 조선사편수회에서 영인 간행하였고, 1974년에도 민족문화추진회(오늘날 한국고전번역원)에서 《해행총재(海行摠載)》를 간행하면서 해동제국기를 영인 수록하였다.
현재 국내에서 공개되어 전하는 《해동제국기》의 간본으로는 5장 분량의 초주갑인자본(국립중앙도서관소장)과 임진왜란 직후인 17세기 초(선조말기) 훈련도감에서 목활자로 간행한 을해자체 목활자본, 그리고 근대에 들어와 1923년에 후손 신용휴가 간행한 목활자본 등이 있는데 이 가운데 안숙자 소장본은 17세기에 간행된 것으로 추정되는 을해자체 목활자본이다.
《연산군일기》를 보면 1501년(연산군 7) 1월 22일자 기사에 해동제국기와 관련된 기록이 있는데, 병조판서 이계동이 “류큐(琉球)의 풍토․인물․세대에 대해 자세히 알지 못하므로 성희안으로 하여금 상세하게 물어서《해동제국기》의 끝에 이를 써서 후일에 대비할 것”을 요청하자 왕이 이를 따랐다는 내용이다.
안숙자 소장본 제2책의 말미에도 “成化九年(1473년)九月初二日 啓”에 이어 류큐(琉球)의 지리와 풍속 등에 대한 내용과 어음번역(語音飜譯) 등이 5장에 걸쳐 추가되어 있다.
1933년에 조선사편수회에서 영인 간행한 《해동제국기》의 해설에 따르면 당시 “전하는 간본은 4종이 있었는데, 3종은 연산군 말년부터 중종초년까지, 곧 1506년경에 간행된 것으로 추정되는 동일한 판본이었고, 나머지 한 종은 인조 초년(1623년)에 인쇄된 것으로 추정되는 것이었다.”고 하였다. 3종의 동일한 판본의 간년을 1506년으로 추정한 근거는 “부록이 첨가된 연대와 내사기” 등이었다고 한다. 이 때 영인한 저본은 조선사편수회가 당시 소장하고 있던 것이었는데 목판본이 아니라 초주갑인자(初鑄 甲寅字)로 찍은 금속활자본으로 추정된다. 이 책 역시 권말에 “弘治十四年(1501년)四月二十二日/ 啓下承文院”이라는 기록이 있다. 이 연월표시는 승문원에 알린 시기를 말한 것이지만 간행시기를 짐작하게 하는 기록이다.
그런데, 임진왜란 직후인 17세기 초(선조말기)에는 훈련도감에서 병사들이 새긴 목활자로 여러 책을 찍어내었는데 이 책 역시 훈련도감에서 만든 (을해자체) 목활자로 찍어낸 것이다. 그러나 이 책의 권 말에 있는 어음번역의 우리말 표기는 조선사편수회에서 간행한 초주갑인자본 영인본에 수록된 어음번 역과 서로 동일하다.
이를 종합적으로 정리하면, 17세기 초기에 훈련도감에서 목활자(을해자체)로 이 책을 간행하면서 약 100년 전에 찍은 초주갑인자본의 내용과 동일하게 만든 것이다.
안숙자 소장본의 《해동제국기》는 17세기에 간행된 을해자체 목활자본이기는 하지만 완전한 초주갑인 자본이 발견되지 않고 있는 현재 가장 오래된《해동제국기》판본이고, 또한 근대 이전 시기의 유일한 목활자본이며, 보존 상태도 온전하므로 문화재로 보존할 가치가 매우 크나 향후 초주갑인자본 발견 가능성을 염두에 두어 국가 지정문화재로 지정하지 않고 우선 서울특별시 유형문화재로 지정되었다.

## 같이 보기
- 해동제국기